# Бесси, Бернар Френикль де
Бернар Френикль де Бесси (фр. Bernard Frénicle de Bessy; ок. 1604, Париж — 1674) — французский математик. Родился и жил в Париже. Работы в основном по теории чисел и комбинаторике. Один из первых членов Французской королевской академии наук.

## Биография
Френикль был скрытным человеком, поэтому о его частной жизни известно немного. Даже Пьер Ферма, который вёл с ним активную математическую переписку и был особенно близок, говорил, что ничего о нём не знает.
Известно, что Френикль служил советником суда при французском монетном дворе (так же, как его отец и брат Никола). Суд следил за курсом монет, курировал работу 30 монетных дворов королевства, судил фальшивомонетчиков и финансовых мошенников. Административная работа была важной частью жизни Френикля.
Тем не менее он находил время для занятий математикой и активной переписки со многими выдающимися учёными своего времени. Помимо Ферма, он переписывался с Мерсенном, Паскалем, Декартом и Джоном Валлисом. Современники отмечали его талант вычислителя и способность быстро решать конструктивные задачи теории чисел.
Френикль был в составе первых членов Французской академии при её создании. Вероятно, будучи влиятельным чиновником, он был и среди покровителей академии.
В качестве вызова он предложил Христиану Гюйгенсу решить в целых числах систему уравнений,
x2 + y2 = z2, x2 = u2 + v2, x − y = u − v.
Задача была решена Теофилем Пепеном в 1880 году.

## Вклад в математику
Наиболее важные работы Френикля были опубликованы почти через 20 лет после его смерти в сборнике «Divers ouvrages de mathématique et de physique» в 1693 году под заглавиями: «Sur les quarrés magiques», «Table générale des quarrés magiques en quatre», «Abrégé des combinaisons», «Méthode pour trouver la solution des problèmes par exclusion»..
Френикль построил все 880 магических квадратов четвёртого порядка в стандартной форме Френикля. Только в XX веке было доказано, что других квадратов четвёртого порядка нет. Также он привёл первый общий алгоритм построения некоторого магического квадрата чётного порядка.
Френикль решил множество частных задач теории чисел, которые предложил ему Пьер Ферма, первым нашёл второе число такси — 1729 = 13 + 123 = 93 + 103 и опубликовал его в 1657 году. Сегодня это число называется числом Рамануджана—Харди благодаря историческому анекдоту, приведённому в книге Г. Х. Харди «Апология математика».
Исследования Френикля в области комбинаторики внесли вклад в развитие теории вероятностей, предваряя работы Якоба Бернулли.
Популярным сочинением Френикля был и «Метод решения проблем исключением». Книга была издана посмертно в 1693 году и впоследствии переиздавалась. Однако эта книга скорее была учебником для молодых математиков, интересующихся теорией чисел, и не содержала важных новых математических результатов. В противоположность аксиоматической методологии Евклида от общего к частному метод Френикля идёт от частного к общему. Френикль отталкивался от примеров и подчёркивал, что не использует иных доказательств помимо конструктивного построения.